# Pan (roman)
Pour les articles homonymes, voir Pan.
Pan est un roman de l'écrivain norvégien Knut Hamsun publié en 1894.

## Résumé
Le roman raconte deux années de la vie de Thomas Glahn, un chasseur du Nordland qui vit dans une hutte dans la forêt au-dessus de Sirilund avec son chien Esope. Glahn est très sensible au passage des saisons et entretient un rapport privilégié avec la nature qui l'entoure. Il fait la rencontre d'Edvarda, une jeune fille de la ville avec laquelle il noue une relation ambiguë, ainsi que d'Eva, la fille du forgeron, dont la candeur l'attire et dont il va causer involontairement la perte. Après une série de malentendus avec la société de Sirilund, Glahn quitte le Nordland pour oublier Edvarda et se laisse tuer au cours d'une chasse au gibier au fin fond de la jungle en Inde.

## Thèmes du roman
On retrouve dans Pan de nombreux thèmes chers à Knut Hamsun : le conflit entre la société hypocrite et l'authenticité de la vie dans la nature, le rapport ambivalent à la femme, à la fois ennemie et objet de désir, l'individualisme, etc.

## Éditions en français
- Pan, trad. Martine Rémusat, Paris, Éditions de la Revue blanche, 1901
- Pan, trad. Georges Sautreau, Paris, Éditions Rieder, 1932
- Pan, éd. Régis Boyer, Paris, PUF, coll. « Quadrige », 1994 ; réédition dans le volume omnibus Romans, Le Livre de Poche, « La Pochothèque », 1999
- Pan, trad. Georges Sautreau, Paris, Le Livre de poche, 1997